# Апостол Ермин
Апостол Ермин или Ермије (грч. ῾Ερμῆς, Ерм) је био један од седамдесет Христових апостола. Апостол Павле га спомиње у својој Посланици Римљанима (Рим 16,14). 
Био је епископ Далмације.
Црквено предање Ермину приписује мисионарску делатност у Далмацији, али о томе нису сачувани одређени подаци осим општих израза у служби овог апостола. Грчки Синаксар каже да је Ермија, после многих трудова и туга, мирно умро.
Православна црква га прославља 18.(21)  априла по јулијанском календару,заједно са апостолима Иродионом, Агавом, Руфом, Флегонтом и Асинкритом, 31. маја (13. јуна), као и 4. (17.) јануара. на дан Сабора Апостола Седамдесеторице.